# Vidzsajangari uralkodók listája
Az alábbi lista a középkori Indiában létező Vidzsajanagar Királyság uralkodóit tartalmazza.
| Uralkodóház  | Uralkodó             | Uralkodott | Tamil név        | Megjegyzés |
| ------------ | -------------------- | ---------- | ---------------- | ---------- |
| Szangama-ház | I. Harihara          | 1336–1356  | முதலாம் ஹரிஹரர்       |            |
| Szangama-ház | I. Bukka             | 1356–1377  | முதலாவது புக்கா ராயன்    |            |
| Szangama-ház | II. Harihara         | 1377–1404  | இரண்டாம் ஹரிஹர ராயன்   |            |
| Szangama-ház | I. Virupaksa         | 1404–1405  | விருபக்ஷ ராயன்        |            |
| Szangama-ház | II. Bukka            | 1405–1406  | இரண்டாம் புக்கா ராயன்    |            |
| Szangama-ház | I. Deva              | 1406–1422  | முதலாம் தேவ ராயன்      |            |
| Szangama-ház | Ramacsandra          | 1422       | ராமச்சந்திர ராயன்      |            |
| Szangama-ház | III. Bukka           | 1422–1424  | வீரவிஜய புக்கா ராயன்    |            |
| Szangama-ház | II. Deva             | 1424–1446  | இரண்டாம் தேவ ராயன்     |            |
| Szangama-ház | Mallikardzsuna       | 1446–1465  | மல்லிகார்ஜுன ராயன்      |            |
| Szangama-ház | II. Virupaksa        | 1465–1485  | இரண்டாம் விருபக்ஷ ராயன்  |            |
| Szangama-ház | Praudha              | 1485       | பிரௌத ராயன்          |            |
| Szaluva-ház  | I. Naraszimha        | 1485–1491  | சாளுவ நரசிம்ம தேவ ராயன் |            |
| Szaluva-ház  | Thimma Bhupala       | 1491       | திம்ம பூபாலன்         |            |
| Szaluva-ház  | II. Naraszimha       | 1491–1505  | இரண்டாம் நரசிம்ம ராயன்  |            |
| Tuluva-ház   | III. Naraszimha      | 1505–1509  | வீரநரசிம்ம ராயன்      |            |
| Tuluva-ház   | Krishna Deva (*1471) | 1509–1529  | கிருஷ்ணதேவராயன்        |            |
| Tuluva-ház   | Acsjuta Deva         | 1529–1542  | அச்சுத தேவ ராயன்      |            |
| Tuluva-ház   | I. Venkata           | 1542       | ?                |            |
| Tuluva-ház   | Szadasziva           | 1542–1569  | சதாசிவ ராயன்         |            |
| Aravidu-ház  | Alija Rama (*1485?)  | 1543–1565  | அலிய ராம ராயன்       |            |
| Aravidu-ház  | Tirumala Deva        | 1565–1572  | திருமலை தேவ ராயன்      |            |
| Aravidu-ház  | I. Szriranga         | 1572–1586  | ஸ்ரீரங்க தேவ ராயன்     |            |
| Aravidu-ház  | II. Venkata          | 1585–1614  | வெங்கடபதி ராயன்       |            |
| Aravidu-ház  | II. Szriranga        | 1614       | இரண்டாம் ஸ்ரீரங்கா      |            |
| Aravidu-ház  | Rama Deva            | 1617–1632  | ராம தேவ ராயன்        |            |
| Aravidu-ház  | III. Venkata         | 1632–1642  | பேடா வெங்கட ராயன்      |            |
| Aravidu-ház  | III. Szriranga       | 1642–1652  | மூன்றாம் ஸ்ரீரங்கா       |            |

## Fordítás
- Ez a szócikk részben vagy egészben  a   Vijayanagara Empire című angol Wikipédia-szócikk fordításán alapul.  Az eredeti cikk szerkesztőit annak laptörténete sorolja fel. Ez a jelzés csupán a megfogalmazás eredetét és a szerzői jogokat jelzi, nem szolgál a cikkben szereplő információk forrásmegjelöléseként.
- Ez a szócikk részben vagy egészben  a(z)   சங்கம மரபு című tamil Wikipédia-szócikk fordításán alapul.  Az eredeti cikk szerkesztőit annak laptörténete sorolja fel. Ez a jelzés csupán a megfogalmazás eredetét és a szerzői jogokat jelzi, nem szolgál a cikkben szereplő információk forrásmegjelöléseként.